# Сильвестри, Ренцо
Ренцо Сильвестри (итал. Renzo Silvestri; 15 октября 1899, Модена — 1979, Рим) — итальянский пианист и музыкальный педагог.

## Биография
Окончил Пармскую консерваторию, ученик Аттилио Бруньоли (фортепиано) и Гульельмо Дзуэлли (композиция). Концертировал как ансамблист в составе Триестского квартета (с 1919 г.) и Римского трио (1946—1952). Автор небольших камерных и фортепианных сочинений, а также ряда транскрипций для двух фортепиано (в том числе Прелюдии, арии и финала Сезара Франка). Подготовил два сборника клавесинной музыки XVIII века (1944, 1946).
Преподавал в Музыкальном лицее Кальяри (1921—1924), Палермской консерватории (1924—1926) и наконец в Консерватории Санта-Чечилия (1926—1965), среди его учеников Франко Маннино и Серджо Пертикароли. В 1937 г. был избран в состав Академии Санта-Чечилия, в 1965—1970 гг. её президент.